# Ворона бангайська
Ворона бангайська (Corvus unicolor) — вид горобцеподібних птахів роду Крук (Corvus) родини Воронових (Corvidae).

## Опис
Ця невелика ворона повністю чорна зі світлою райдужною оболонкою і відносно коротким хвостом. Довжина: 39 см. Немає інформації у сфері репродуктивної та трофічної поведінки цього виду.

## Поширення
До повторного відкриття у 2007 році, бангайська ворона була відома тільки з двох зразків зібраних ще в 1884 або 1885 році, і, думали, що вид імовірно вимер. Два оригінальні зразки були взяті з невизначеного острова в Бангайському архіпелазі, на схід від острова Сулавесі, Індонезія. Відвідування Бангайських островів в 1981, 1991 і 1996 не дали ніяких певних записів цього виду, але невелику ворону побачили на західному кінці острова Пеленг (в Бангайському архіпелазі) в 1991 році. Надія, що цей вид досі живий, справдилась, коли у 2007 році додаткові обстеження острова Пеленг зафіксували два екземпляри бангайської ворони. Мешкає в гірських лісах.

## Загрози та охорона
На підставі невеликого числа зустрічей цього виду, і швидких темпів втрат місць проживання в межах ареалу, ймовірно, існує лише дуже нечисленна популяція виду. На жаль, на цих птахів полюють місцеві мешканці островів Пеленг. Крім того, масштабна вирубка лісів загрожує тим, що залишилися віддаленим районам проживання цього виду. Виду також може загрожувати конкуренція з Corvus enca.